# Ping Pong (gruppo musicale)
I Ping Pong sono stati un gruppo musicale rock progressivo italiano, attivo negli anni settanta.

## Storia del gruppo
Il gruppo si forma nel 1970 per iniziativa di Alan Taylor, ex bassista dei The Casuals, con il nome The Eden Rocs, ed incide un album pubblicato solo in Grecia da una piccola etichetta, intitolato Reggae And Hard Rock, con scarso successo.
Ritornati in Italia, firmano un contratto con la Emiliana Records, incidendo un album acustico interamente in inglese (con l'apporto del saxofonista inglese Alan King).
Passano poi alla Spark, che pubblica il loro secondo album, con influssi fusion e testi in italiano.
La loro canzone più nota è Caro Giuda, cover di A Time For Winning dei Blue Mink (con il testo italiano scritto da Roberto Vecchioni), mentre il terzo 45 giri, Il miracolo (che si avvicina al pop melodico), frutta loro un'apparizione televisiva nel 1975 nel programma Adesso musica, presentato da Nino Fuscagni e Vanna Brosio.
Nello stesso anno il gruppo cambia casa discografica e denominazione in Bulldog; successivamente, Celso Valli diventerà un noto arrangiatore ed Alan Taylor darà vita ai Barbados Climax e contribuirà come produttore al lancio di Vasco Rossi.

## Formazione
- Mauro Falzoni: chitarra, voce
- Celso Valli: tastiere
- Paride Sforza: sax, clarino
- Alan Taylor: basso, voce
- Vittorio Volpe: batteria
- Giorgio Bertolani: voce (dal 1973)

## Discografia

### Album in studio
- 1970 – Reggae and Hard Rock
- 1971 – About Time
- 1973 – Ping Pong

### Singoli
- 1971 – Funny Wife/Flash Back
- 1973 – Caro Giuda/Il castello
- 1974 – Il miracolo/Plastica e petrolio